# Шварцлот (стиль)
Шварцлот (нім. Schwarzlotmalerei) — це стиль та техніка монохроматичного (чорного або коричневого) оздоблення художнього скла і кераміки ручним розписом дуже тонким шаром емалі.

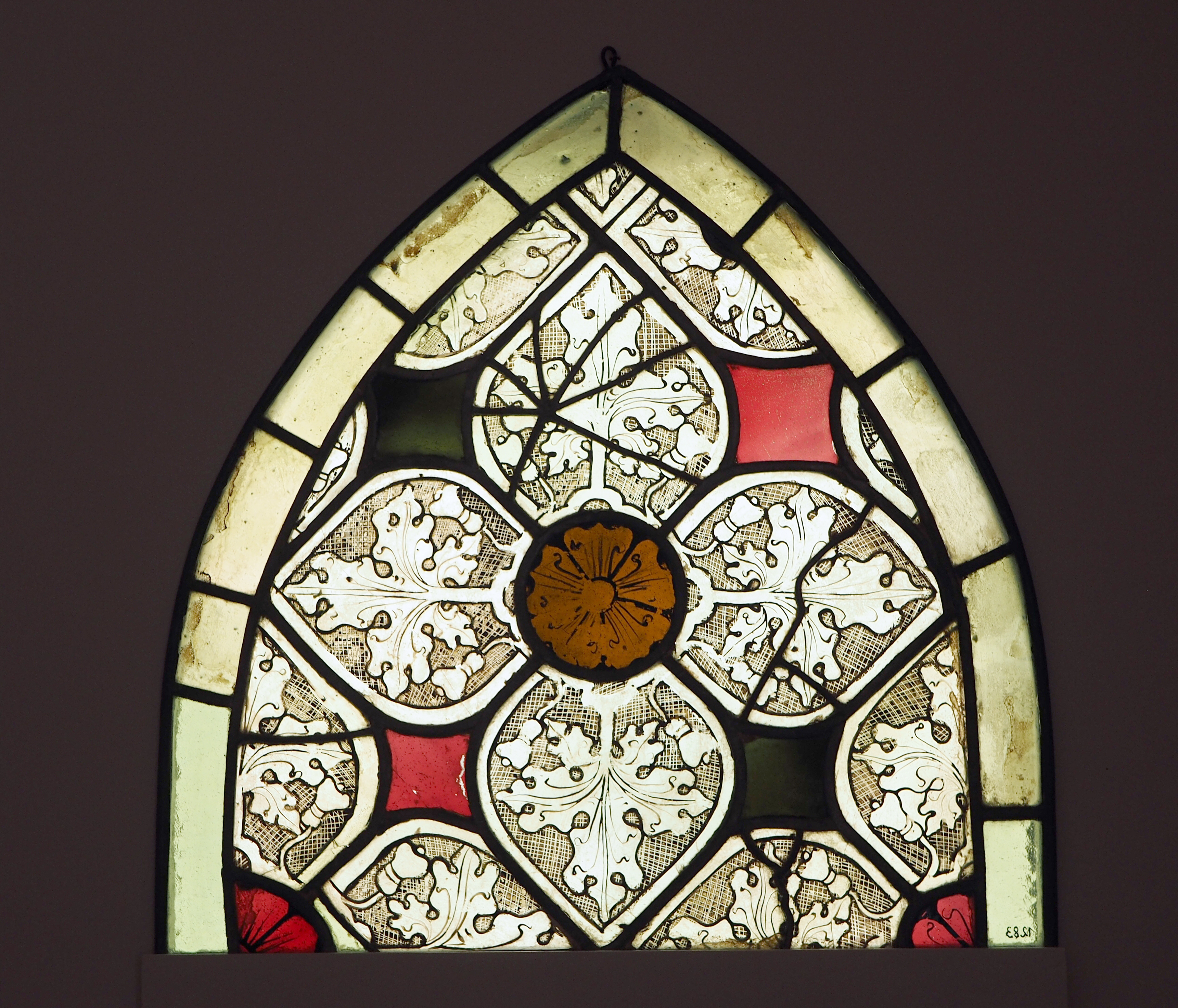
Орнаментальний диск із цистерціанського монастиря Святого Хреста (Росток), 2-га чверть XIV ст., живопис на склі/чорне паяння

Для розпису спеціальний плавкий барвник «шварцлот», який складається з оксидів металів, скляного порошку та сполучних речовин, впалюється в поверхню оздоблюваного матеріалу за температури 600 °C. Художник волосяним пензлем малював на поверхні скла цим барвником візерунок тоншими чи грубшими мазками. Після випалювання розпис набував вигляду, подібного до графіки.
Одним з перших і найважливіших представників цього стилю був Йоган Шепер (1621 — 1670), який працював у Нюрнберзі. Він пристосував техніку розпису шварцлотом скла вітражів для оздоблення художньої кераміки. Цей стиль ще називали чорним паянням, оскільки елементи вітражів обрамлялися смужками м'яких металів (свинцем, оловом), які з'єднувалися паянням. Іноді Шепера помилково називають винахідником цієї техніки. Насправді розпис чорним припоєм був відомий ще в середні віки і використовувався в розписі скла. Кольорове свинцеве скло, яке легко плавилося і використовувалося як чорний колір у розписі скла з Середньовіччя, зазвичай називали чорним припоєм.
У 18-му столітті цей стиль поширився в Сілезії та Богемії завдяки виробам Данієля та Ігнація Прейслерів. Темою зображень переважно були пейзажі, рослинний орнамент, тварини, сцени полювання, мотиви в античному стилі, геральдика.
У 19-му столітті віденська компанія J. & L. Lobmeyr, зокрема, пропагувала малювання чорним припоєм і залучала богемних художників, які ще володіли цією технікою.
Як приклад, у Львові в інтер'єрі будинку на вул. М. Вороного 9 (збудованого в 1905—1907 роках в стилі модерн) в оригінальному оздобленні сходової клітки зберігся вітраж, виконаний у техніці розпису керамічними фарбами «шварцлот» по фактурному склу.